# Legau
Legau é um município da Alemanha, situado no distrito da Baixa Algóvia, no estado da Baviera. Tem 36,35 km² de área, e sua população em 2019 foi estimada em 3 290 habitantes.